# گرایش جنسی ویلیام شکسپیر

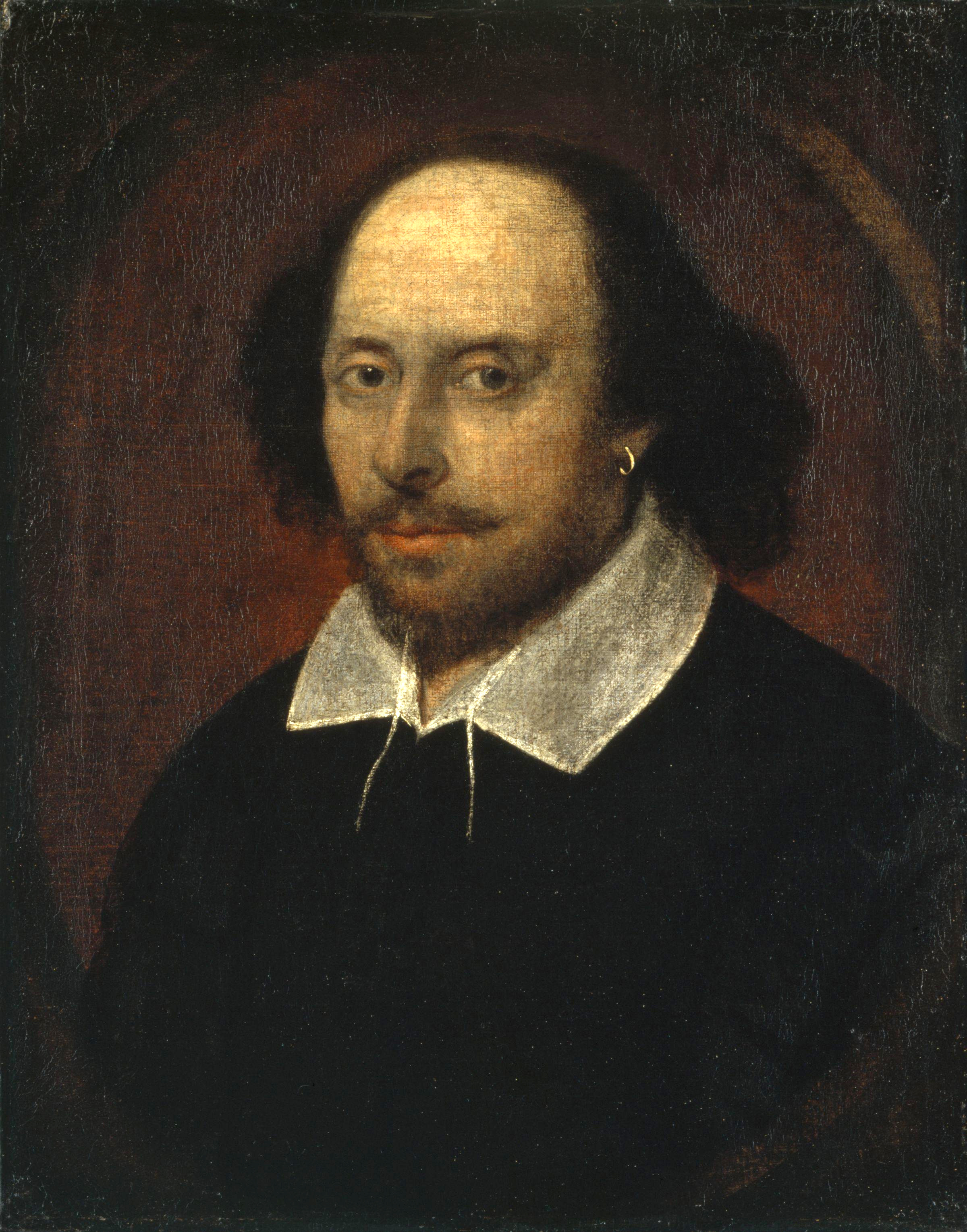
ویلیام شکسپیر

گرایش جنسی ویلیام شکسپیر موضوعی است که نظریه قطعی در رابطه با آن وجود ندارد و همواره با فرضیات و گمانه‌زنی همراه بوده است. از شرح‌ حال‌‌های بنام این‌گونه برمی‌آید که او با ان هتوی ازدواج کرده‌ و سه فرزند داشته است. پژوهشگران رابطهٔ این‌ دو را بنا بر اسناد، به‌ ویژه با توجه به آن چه شکسپیر در وصیت‌نامه‌اش برای او به‌ ارث گذاشته‌ است، تحلیل و بررسی کرده‌اند. گروهی حدس می‌زنند که شکسپیر با زنانی دیگر نیز روابط عاشقانه داشته‌ است.  آن‌ها بر اساس قصه‌هایی که معاصران شکسپیر درباره چنین روابطی گفته‌اند و گاه نیز بر اساس شخصیت بانوی تاریک به این گمان افتاده‌اند که خود شکسپیر در غزلواره‌‌ها از او یاد کرده است. همچنین عده‌ای از پژوهشگران معتقدند که شکسپیر دوجنس‌گرا بوده‌ است. بنیان ادعای آن‌ها بر تحلیل و بررسی غزلواره‌‌ها و بیشتر غزلوارهٔ ۱۸ است که این‌گونه آغاز می‌شود:
می‌بایست تو را با یک روز تابستانی برابر نهم / تو دل‌انگیزتری و معتدل‌تر/ تندباد جوانه‌های نازک‌آرایِ می را برآشفت/ تابستان را نیز بیش‌ از این زینهار نمی‌دهند 
این غزلواره شامل جناس‌هایی است که احتمالا همجنسگرایی را تداعی می‌کنند.